# علم فويفودينا

علم فويفودينا

أعتمد علم فويفودينا في 27 شباط - فبراير من سنة 2004 ويتكون العلم الفويفوديني من ثلاثة ألوان هي الأحمر والأزرق والأبيض مرتبة بصورة أفقية من الأعلى للأسفل على التوالي، إذ يحتل اللون الأزرق مساحة كبيرة على شكل شريط كبير في وسط العلم بينما يحتل اللونان الأحمر العلوي والأبيض السفلي مساحة ضيقة على شكل شريطين ضيقين في أعلى وأسفل الشريط الأزرق ويوجد في وسط العلم ثلاث نجوم خماسية الشكل باللون الأصفر ترمز إلى أقاليم فويفودينا التاريخية الثلاثة وهي باتشكا وبانات وسريم.